# Cratere Shahrazad
Shahrazad è un cratere sulla superficie di Encelado.